# Hypnum wilhelmense
Hypnum wilhelmense är en bladmossart som beskrevs av Edwin Bunting Bartram 1962. Hypnum wilhelmense ingår i släktet flätmossor, och familjen Hypnaceae. Inga underarter finns listade i Catalogue of Life.